# Croisement de contrôle
Le croisement de contrôle, croisement test ou en anglais test-cross en génétique a pour but de révéler le génotype d'un organisme qui présente un phénotype dominant (comme les fleurs violettes chez le Pois). Cet individu peut être soit hétérozygote, soit homozygote pour l'allèle dominant. Le moyen le plus efficace de connaître son génotype est de le croiser avec un organisme exprimant le phénotype récessif (comme les fleurs blanches chez le Pois), et donc nécessairement homozygote. Les phénotypes de la génération suivante permettront de déterminer le génotype du parent ayant un phénotype dominant.
Il faut préciser que l'étude (chez un individu hétérozygote) d'un caractère qui dépend d'un unique gène par un croisement de contrôle engendrera des individus aux phénotypes équiprobables, c'est-à-dire 50 % et 50 % lorsqu'il s'agit d'un caractère qui présente deux variantes (considéré comme courant).
Le croisement de contrôle consiste à croiser un F1, c'est-à-dire le résultat d'un croisement de deux souches pures qui possèdent chacune un caractère différent ; avec un individu homozygote récessif pour l'allèle du caractère qui nous intéresse.
Résumons par le schéma suivant :
- souche pure 1 (type parental dominant) X Souche pure 2(type parental récessif) ⇒ F1 ;
- F1 X Souche pure 2(type parental récessif) ⇒ F2.

Donc on pourra ainsi révéler le génotype de l'organisme en question :
- si la descendance est totalement homogène alors le génotype est homozygote ;
- si la descendance n'est pas totalement homogène alors le génotype est hétérozygote.